# Slana Bara, Vidin
Slana Bara (în bulgară Слана Бара) este un sat în comuna Vidin, regiunea Vidin,  Bulgaria. 

## Demografie
Componența etnică a satului Slana Bara
     Bulgari (97,91%)
     Nicio identificare (2,08%)
     Altele (0%)
La recensământul din 2011, populația satului Slana Bara era de 431 locuitori. Din punct de vedere etnic, majoritatea locuitorilor (97,91%) erau bulgari. Pentru 2,08% din locuitori nu este cunoscută apartenența etnică.